# Isla Ariadna
Isla Ariadna är en ö i Argentina.   Den ligger i provinsen Buenos Aires, i den södra delen av landet, 600 km sydväst om huvudstaden Buenos Aires. Arean är 15,4 kvadratkilometer.
Terrängen på Isla Ariadna är mycket platt. Öns högsta punkt är 13 meter över havet. Den sträcker sig 5,6 kilometer i nord-sydlig riktning, och 5,4 kilometer i öst-västlig riktning.